# Winchester Модель 1911
Winchester Model 1911 SL Shotgun був самозарядною рушницею з автоматикою вільного відбою, яку випускала компанія Winchester Repeating Arms Company з 1911 по 1925 роки. Це була перша самозарядна рушниця компанії Winchester, але недоліки конструкції не дозволили їй конкурувати з самозарядними рушницями компанії Remington Arms та Browning Arms Company.

## Опис та розробка
Дробовик Модель 1911 SL («Self-Loading») було розроблено в 1911 році Томасом Кросслі Джонсоном для компанії Winchester Repeating Arms Corporation. На той час компанія Winchester поступалася місцем на ринку самозарядних дробовиків оскільки відмовилась від умов Джона Браунінга (він хотів отримувати роялті при цьому не продаючи свої права) на його самозарядний дробовик 1898. Зброя, від якої відмовилась компанія Winchester, пізніше стала дробовиком Browning Auto-5 (крім того, за ліцензією дробовик випускали під марками Remington Модель 11 та Savage 720), конструкція якого стала стандартом самозарядних дробовиків до кінця Другої світової війни.
Через патентні обмеження на конструкцію 1898 року, компанія Winchester не мала змоги скопіювати конструкцію Браунінга, єдиного самозарядного дробовика того часу, тому компанія Winchester була змушена адаптувати конструкцію для власного виробництва не порушуючи патенти Браунінга. Т. К. Джонсон, як повідомлялося, жартував «що йому знадобилося майже десять років, щоб розробити конструкцію самозарядного дробовика (Winchester 1911) без порушення прав на дробовик Браунінга.» Один з патентів Браунінга стосувався зарядного руків'я затвора дробовика 1905 року, який розмикав затвор зі стволом. Щоб обійти це обмеження компанія Winchester купила ранню розробку Auto-5 у Браунінга і буквально додала ребра до ствола, щоб можна було перезаряджати зброю для використання Моделі 1911 SL, стрілець мав поставити зброю на запобіжник, навести зброю в безпечному напрямку, зарядити трубчастий магазин і потягнути назад ствол за ребристу секцію. Після вимкнення запобіжника можна було вести вогонь.
Ложу можна було склеїти з трьох окремих поздовжніх частин.

## Недоліки конструкції та запобіжників
Новий метод заряджання дробовика був потенційно небезпечним при неправильних діях. Тогочасні рушничні набої часто робили з паперу, що могло призвести до розширення гільзи через вплив великої кількості вологи. Якщо таке траплялося, ствол Моделі 1911 потрібно було зняти, щоб відкрити патронник для видалення роздутої гільзи. Деякі стрільці помилково перезаряджали зброю спираючи приклад у землю і опускали ствол донизу. В такій позиції дуло зброї було спрямоване в обличчя стрільця, а роздутий набій міг випадково вистрілити поранивши або вбивши стрільця. Такий недолік Моделі 1911 призвів до появи прізвиська «Вдоводіл». Такій ситуації можна було запобігти дотримуючись загальних правил безпечного поводження зі зброєю, а саме спрямування дула в безпечному напрямку.
Випадковий постріл під час усунення заклинення набоїв був не єдиним недоліком конструкції. Система буферних кілець, яку використовували для зменшення відбою (дві фіброві шайби), при частій стрільбі виходила з ладу. Вихід з ладу цих кілець значно збільшував відбій. «Ударний відбій» часто призводив до розколу ложа.
Продажі «механічно невдалої» зброї сильно відставали від продажів самозарядних дробовиків компаній Remington та Browning, а тому компанія Winchester припинила виробництво в 1925 році, після випуску майже 83000 одиниць. У 2005 році чотири людини постраждали при спробі зарядити або почистити дробовик Модель 1911.